# Benny Vasseur
Bernard (Benny) Vasseur (Neuville-Saint-Rémy, 7 maart 1926 - Parijs, 6 februari 2015) was een Franse jazz-trombonist.

## Loopbaan
Vasseur speelde aanvankelijk piano, hij deed dat na de oorlog in een sextet dat optrad in Amerikaanse legerkampen. Nadat hij V-Discs had gehoord van Tommy Dorsey en Jack Teagarden stapte hij over op de trombone. Hij studeerde aan een conservatorium in Parijs en speelde bij Pierre Braslavsky (1946/1947) Ook trad hij vaak op in de Hot Club de Versailles. In die tijd toerde hij met Eddie Bernard, Armand Conrad, Hubert Fol en het orkest van Fred Adison. In Club Saint-Germain trad hij op met Jean Claude Fohrenbach en Boris Vian. Hij speelde verder in de orkesten van onder meer Claude Abadie, Claude Bolling en Rex Stewart (waarmee hij in 1948 toerde in Scandinavië). Eind jaren veertig speelde hij onder andere met Eddie Barclay, Sidney Bechet, James Moody en Hubert Rostaing. 
In de jaren vijftig trad Vasser op met bijvoorbeeld Coleman Hawkins, Charlie Parker, Don Byas en Roy Eldridge. Hij was actief in de orkesten van Aimé Barelli en Claude Luter en speelde in dat decennium met talloze topmusici, waaronder Albert Nicholas, Henri Renaud, Clifford Brown, Gigi Gryce, Buck Clayton, Guy Lafitte, Martial Solal, Lucky Thompson en Chet Baker. Hij begeleidde chansonzangers, speelde mee in filmmuziek en was actief in televisieorkesten. 
In 1963 werd hij lid van het Orchestre Symphonique de Paris. Hij begeleidde sterren als Édith Piaf, Sacha Distel, Maurice Chevalier, Charles Aznavour, Jacques Brel, Frank Sinatra en Tony Bennett. Vanaf het midden van de jaren zeventig werkte hij onder meer met Claude Bolling, Gunther Schüller en Rolf Liebermann, Guy Marchand en Eddy Louiss. Ook in de jaren na de eeuwwisseling was Vasseur nog actief, onder meer met Hal Singer en een Sidney Bechet-tributeband. Problemen met zijn nieren dwongen hem zijn loopbaan te beëindigen.
Vasseur werd in zijn spel beïnvloed door J. J. Johnson, Lawrence Brown en Dicky Wells. Van hem verscheen één album: in 1956 kwam een plaat uit met onder meer Roger Guérin. Zijn spel is echter te horen op talloze platen.